# Bolesław Briks

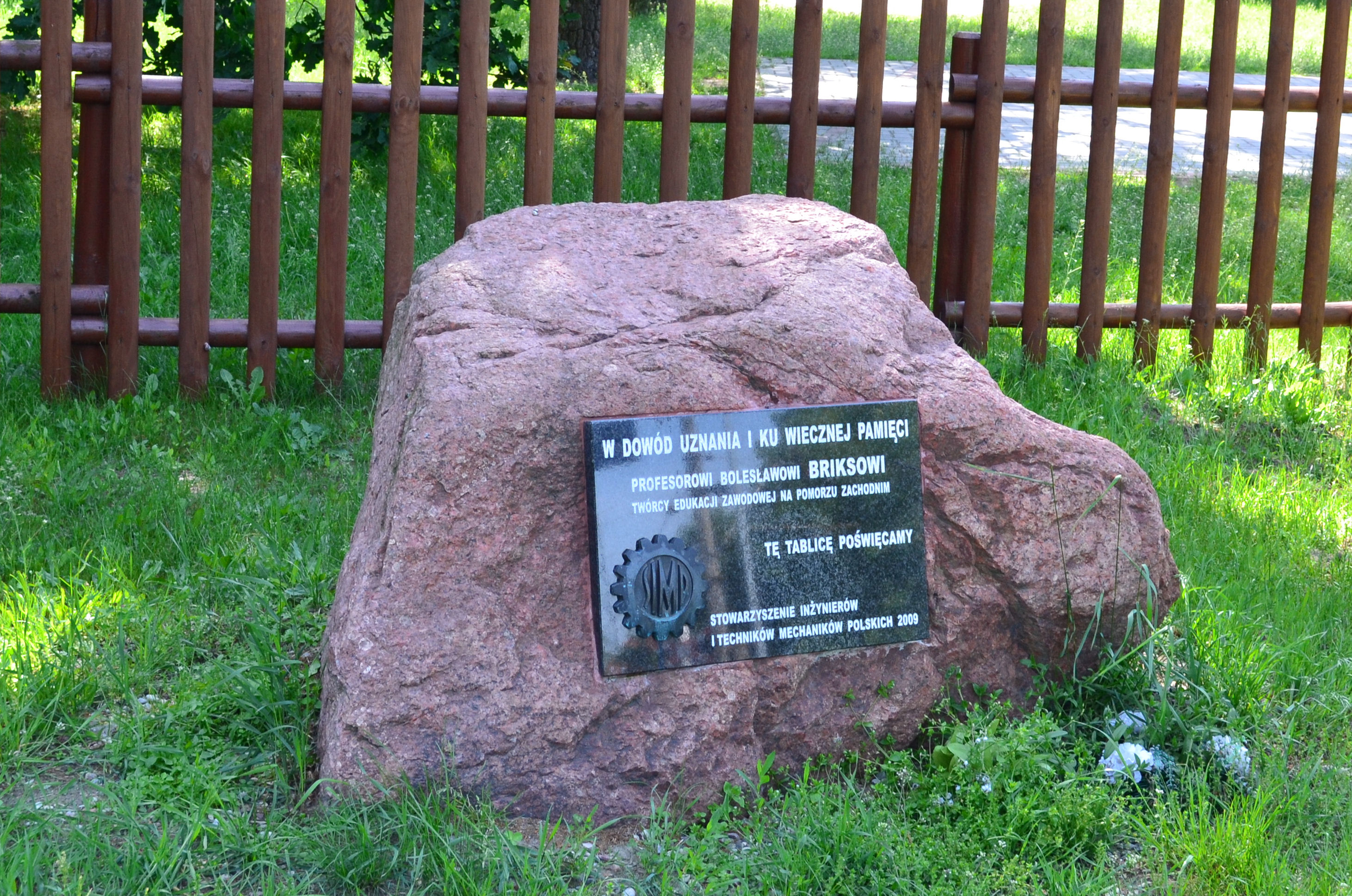
Głaz upamiętniający Bolesława Briksa (Szczecin Łękno)

Bolesław Zachariasz Briks (ur. 5 listopada 1901 w Kałaharówce, zm. 27 stycznia 1988) – działacz oświatowy, pionier edukacji zawodowej w Szczecinie.

## Życiorys
Bolesław Zachariasz Briks urodził się 5 listopada 1901 w Kałaharówce. Był synem Józefa, rachmistrza żandarmerii, później komendanta powiatowego żandarmerii. Miał siostrę Janinę (ur. 1905). 5 czerwca 1920 zdał egzamin dojrzałości w Państwowym Gimnazjum w Sanoku. Studiował na Wydziale Mechanicznym Politechniki Lwowskiej, uzyskując w roku 1924 tytuł magistra inżyniera mechanika. Następnie pracował w szkolnictwie zawodowym w Sanoku (Miejskie Prywatne Seminarium Nauczycielskie Żeńskie), Złoczowie oraz Lublinie, gdzie w latach 1931–35 był naczelnikiem wydziału III w Kuratorium. W latach 1935–39 był dyrektorem Państwowej Szkoły Budowy Maszyn w Grudziądzu.
Pierwsze lata wojny spędził w Warszawie, gdzie między innymi brał udział w tajnym nauczaniu oraz wykładał w Szkole im. Wawelberga i Rotwanda. Następnie musiał uciekać z Warszawy i osiadł we wsi Brzozowa w woj. lubelskim, gdzie kontynuował tajne nauczanie. Był aresztowany przez Gestapo i więziony na Zamku Lubelskim.
Po zakończeniu wojny wyjechał do Szczecina. Od lipca 1946 roku był naczelnikiem Wydziału Szkolnictwa Zawodowego szczecińskiego kuratorium. Równocześnie był współorganizatorem Szkoły Inżynierskiej w Szczecinie i doprowadził do rozpoczęcia w grudniu 1946 roku kursu zerowego.
W roku 1949 został dyrektorem Dyrekcji Okręgowej Szkolnictwa Zawodowego. W latach 1952–53 wykładał na Wydziale Budowy Maszyn Politechniki Szczecińskiej (Katedra Technologii Budowy Maszyn). Poza zajęciami dydaktycznymi pełnił funkcję prodziekana w latach 1955–57.
Po przejściu na emeryturę w roku 1965, kontynuował pracę w szkolnictwie zawodowym, angażując się równocześnie w działalność społeczną w ramach NOT-u, SIMP-u oraz ZNP.
Obaj jego synowie Andrzej (zm. 22 listopada 2020 w Szczecinie) i Wojciech oraz wnuk Piotr byli zasłużonymi wychowawcami młodzieży i wykładowcami wyższych uczelni w Szczecinie.
Za swoją wieloletnią i ofiarną pracę oraz działalność społeczną został odznaczony Krzyżem Kawalerskim Orderu Odrodzenia Polski, Złotym i Srebrnym Krzyżem Zasługi, Medalem Zwycięstwa i Wolności 1945, Odznaką 1000-lecia Państwa Polskiego, Złotą Odznaką „Gryfa Pomorskiego"”, Medalem Komisji Edukacji Narodowej oraz licznymi odznaczeniami stowarzyszeniowymi.
Zamieszkiwał przy ulicy Sienkiewicza w Szczecinie.
Jego imieniem nazwany został jeden z parków w Szczecinie (w dzielnicy Łękno).